# Stazione di San Cristoforo Faentino
La stazione di San Cristoforo Faentino era una fermata ferroviaria posta sulla ferrovia Firenze-Faenza. Si trova nelle vicinanze della strada statale 302 Brisighellese-Ravennate e serviva le vicine Fonti di San Cristoforo, situate al confine tra i comuni di Brisighella e Faenza ed utilizzate fino agli anni 1980 per le proprietà curative delle acque, e la vicina frazione di Quartolo.

## Storia
La fermata fu attivata l'11 maggio 1942 e terminò la sua attività all'inizio degli anni sessanta.

## Strutture e impianti
La fermata disponeva di un fabbricato viaggiatori, oggi crollato, e di una banchina che serviva il binario di corsa della linea.